# Fru!
Fru!- autorski projekt polskich muzyków Fisza i Envee. Wydawnictwo ukazało się 25 kwietnia 2005 roku nakłądem wytwórni muzycznej Asfalt Records w dystrybucji EMI Music Poland.
Nagrania dotarły do 4. miejsca zestawienia OLiS.

## Lista utworów
Opracowano na podstawie materiału źródłowego.
1. „Idzie miłość„ (gościnnie: Iza Kowalewska) – 5:57
2. „Chodźmy w deszcz” (gościnnie: Iza Kowalewska) – 4:40
3. „Do pani” – 5:49
4. „Kuchnia” (gościnnie: Maria Peszek) – 5:24
5. „Gemba (skit)” – 0:31
6. „Tłusty bit” (gościnnie: Iza Kowalewska) – 4:55
7. „Sanszajn (skit)” – 0:34
8. „Kryminalny bluez” – 3:15
9. „Bluez (skit)” – 0:37
10. „Pan trup” – 5:56
11. „Kręcioł” (gościnnie: Mały Ziomek) – 4:54
12. „Bosa (skit)” – 1:35
13. „Ziółko” – 4:48
14. „Gnój” – 3:41
15. „Aj Gary Glu” – 4:57
16. „Błękit nieba (skit)” – 0:42
17. „Leć” – 5:33